# HTC Wallaby
HTC Wallaby（研發代號），是台灣宏達電公司所推出的智慧型手機，全球首支採用微軟Pocket PC 2002為作業系統的Windows智慧型手機。2002年4月於歐洲首度發表。已知客製版本Qtek 1010，Qtek 1020，Dopod 686，O2 Xda，Siemens SX56，T-Mobile MDA，Telefonica TSM400。

## 技術規格
- 處理器：Intel StrongARM 206MHz
- 作業系統：Microsoft Pocket PC 2002 Phone Edition
- 記憶體：ROM：32MB，RAM：32MB / 64MB
- 尺寸：129.45 毫米 X 73.05 毫米 X 18.2 毫米
- 重量：201g（含電池）
- 螢幕：QVGA 解析度、3.5 吋 4096 色 TFT-LCD 平面式觸控感應螢幕
- 網路：GSM/GPRS
- 電池：1500mAh充電式鋰或鋰聚合物電池

## 外部連結
- HTC（页面存档备份，存于）
- Qtek
- Dopod